# Luis Medina Cantalejo

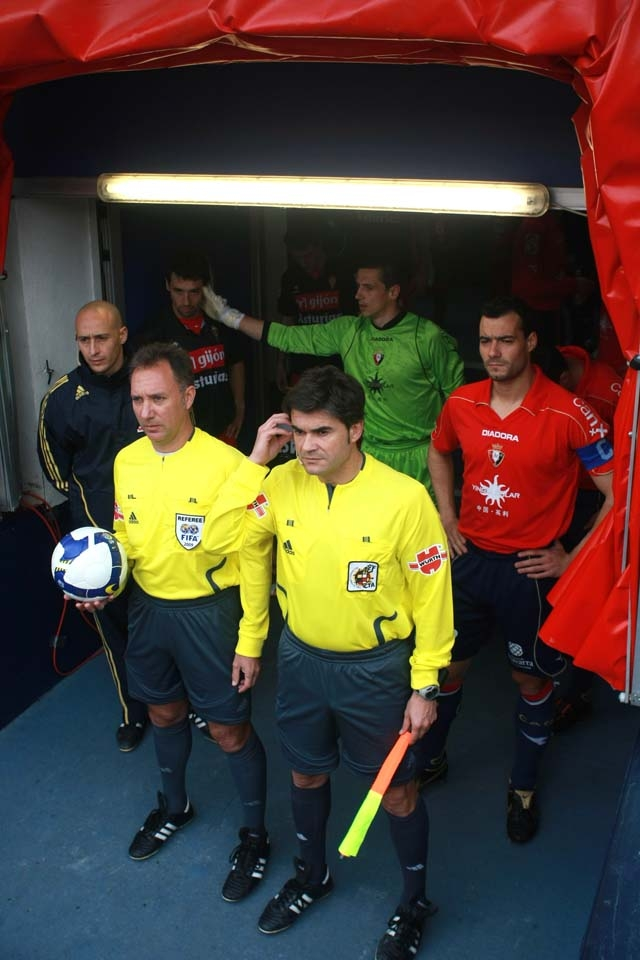
Luis Medina Cantalejo

Luis Medina Cantalejo (Sevilla, 1 maart 1964) is een Spaanse voetbalscheidsrechter actief op mondiaal niveau. Medina Cantalejo is een van de scheidsrechters tijdens het Wereldkampioenschap voetbal 2006 in Duitsland. Aanvankelijk was hij niet opgeroepen, maar nadat vier collega's om verschillende redenen afvielen werd hij alsnog aangesteld.
Medina Cantalejo fluit sinds 2003 op internationaal in dienst van de FIFA, en de UEFA. Hij floot onder andere wedstrijden in de UEFA Cup, de UEFA Champions League, de EK voetbal -21 2004 en in WK-kwalificatiewedstrijden.
In de UEFA Cup floot hij bijvoorbeeld het duel tussen PSV en Fiorentina. Deze wedstrijd werd gespeeld op 8 april 2008.

## Statistieken
| Evenement                        | wed |    |   |   |
| -------------------------------- | --- | -- | - | - |
| UEFA Cup                         | 5   | 19 | 2 | 0 |
| UEFA Champions League            | 9   | 30 | 3 | 1 |
| EK voetbal -21 2004              | 3   | 13 | 1 | 1 |
| UEFA WK kwalificatie 2006        | 5   | 33 | 2 | 0 |
| Wereldkampioenschap voetbal 2006 | 0   | 0  | 0 | 0 |
| Totaal                           | 22  | 95 | 8 | 2 |

* Bijgewerkt tot 27 mei 2006